# Agios Ioannis (Ierapetra)
Agios Ioannis (griechisch Άγιος Ιωάννις (m. sg.)) bezeichnet eine Ortsgemeinschaft und gleichzeitig ein Bergdorf auf der griechischen Insel Kreta.
Im Jahr 2011 hatte der eigentliche Ort 8 Einwohner. Die Ortsgemeinschaft Agios Ioannis, bestehend aus Agia Fotia, Ferma, Xirokamara und dem Hauptort Koutsounari hatte 1168 Einwohner.

## Lage
Die Ortsgemeinschaft Agios Ioannis erstreckt sich auf 32,397 km² im Südosten der Insel östlich des Stadtbezirks Ierapetra. Das Gebiet reicht über 7 km entlang der Küste und mehr als 6 km ins Hinterland, wo das Thripti-Gebirge auf 1476 m über dem Meer ansteigt. Der Gipfel markiert die Grenze zu den benachbarten Ortsgemeinschaften Orino im Nordosten und Schinokapsala im Osten. Nordwestlich grenzt Kato Chorio an. In Küstennähe verläuft die Landstraße zwischen Ierapetra und Sitia, mit den Orten Xirokamara, Koutsounari, Ferma und Agia Fotia. Agios Ioannis liegt inmitten des Thripti-Gebirges auf etwa 501 Metern Höhe mit guter Sicht bis zum Meer und ist von Olivenhainen umgeben.

## Geschichte
Die Landgemeinde Agios Ioannis (Kinotita Agiou Ioannou Κοινότητα Αγίου Ιωάννου) wurde 1925 gegründet. 1961 erfolgte die Anerkennung von Agia Fotia, Ferma und Koutsounari als Siedlungen. Der Verwaltungssitz wechselte 1984 nach Koutsounari. Die Gemeindereform 1997 hatte die Eingemeindung nach Ierapetra zur Folge. Seit der Verwaltungsreform 2010 hat Agios Ioannis den Status einer Ortsgemeinschaft (Topiki Kinotita Τοπική Κοινότητα). Die Siedlung Xirokamara wurde 2011 anerkannt.